# Huelva (település)
Huelva (spanyol kiejtés: [ˈwelβa]) város Délnyugat-Spanyolországban, Andalúziában, a Costa de la Luz három fő városának egyike (Sevilla és Cádiz mellett). A 2010. évi népszámláláskor mintegy 150 000 lakosa volt.

## Fekvése
Huelva tengerparti város: az Atlanti-óceán Cádizi-öble partján, Dél-Spanyolország két nagy folyója, a portugál határnál lévő Guadiana (latin nevén Anas) és Guadalquivir torkolata között, az Odiel és Tinto folyók összefolyásánál fekszik.

## Története
A város mintegy 5000 éve lakott hely. A várost a föníciaiak Onoba néven említik, görögök meg is tartották ezt a nevet az Ὄνοβα formában, majd a turdetaniak kezében volt a római hódításig. Az arab név Walbah volt 712 és 1250 között. A város az 1755-ös lisszaboni földrengés során jelentős károkat szenvedett.
A város környéke modern bányászati szerepe mellett elsősorban kikötőként, fontos és fejlődő kereskedelmi központként jelentős.
A belső kikötő főbb szerepe a személyforgalom. A külső kikötő bonyolítja az áruforgalmat.

## Népesedés
A mintegy 150.000 fős, a városi lakosságon belüli népesség mellett anyavárosként még majdnem 100.000 ember él a környéken, főleg Aljaraque, Moguer, San Juan del Puerto, Punta Umbría, Gibraleón és Palos de la Frontera szomszédterületeken.
A település lakosságának változását az alábbi diagram mutatja:
| Lakosok száma | 141 334 | 144 369 | 145 763 | 148 806 | 148 918 | 147 212 | 145 468 | 143 663 | 142 538 | 143 290 |
|               | 2001    | 2004    | 2006    | 2009    | 2011    | 2014    | 2016    | 2019    | 2021    | 2024    |

## Kultúra

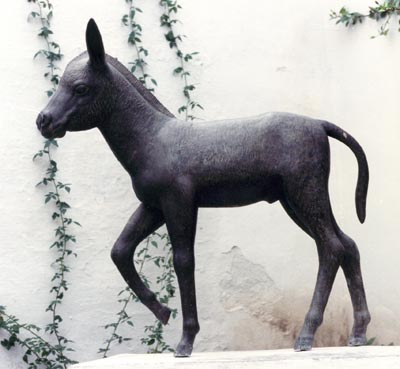
León Ortega: Platero. J.R. Jiménez Múzeum, Moguer.

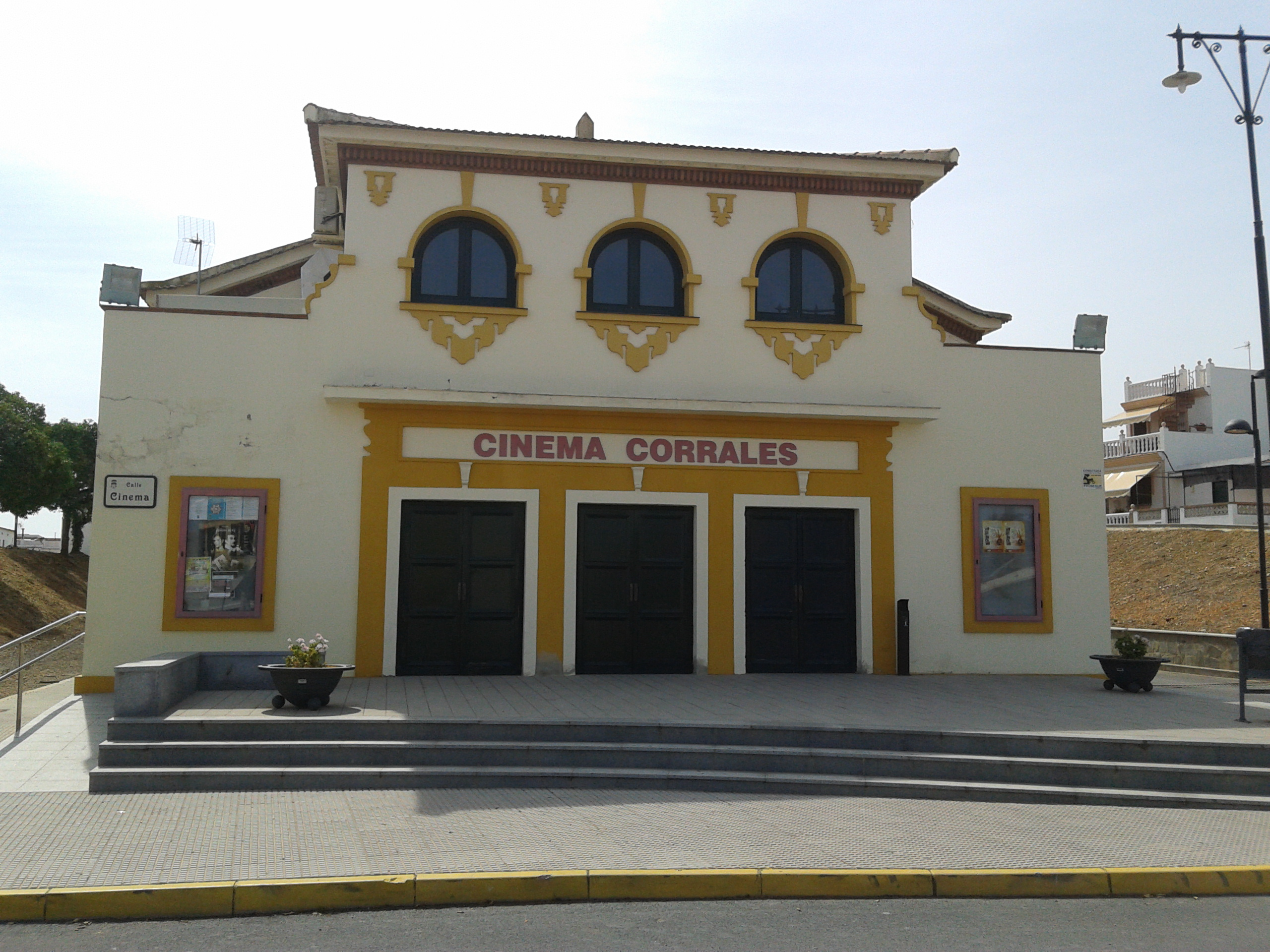
A Teatro Cinema Corrales épülete

Huelva és környéke egyeteme mellett számos kulturális örökséggel bír. Legismertebb művészei a Nobel-díjas Juan Ramón Jiménez költő és Antonio León Ortega szobrász, Nicolas Tenorio Cerero író és Daniel Vázquez Díaz festő. Az Odiel nyugati partján híddal összekötött Aljaraque-ban egy éjjel-nappal szabadon látogatható hagyományos andalúz kert mellett a Teatro Cinema Corrales is gazdag kulturális életet nyújt.
Az egyik legjelentősebb kulturális a minden évben több helyszínen megrendezésre kerülő Huelvai Ibéroamerikai Filmfesztivál.

## Galéria

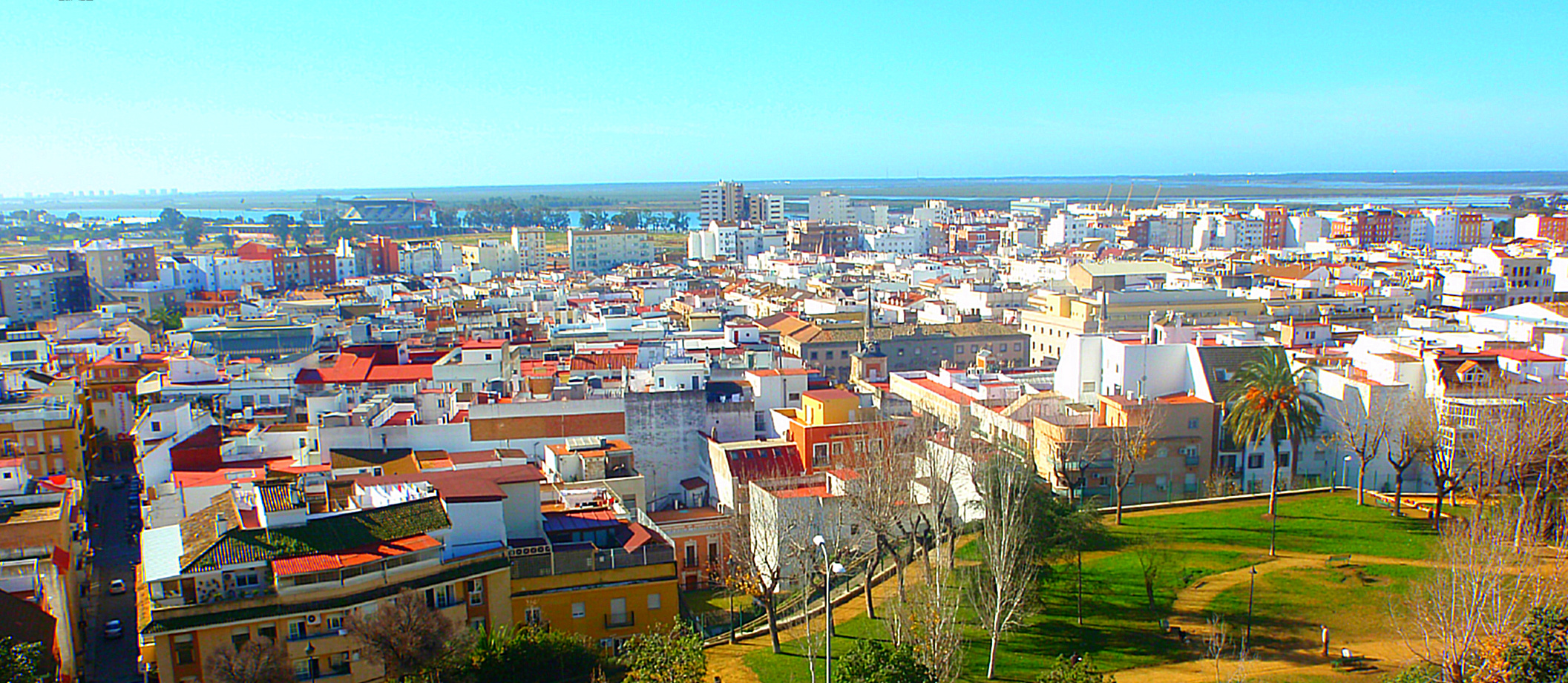
Városkép
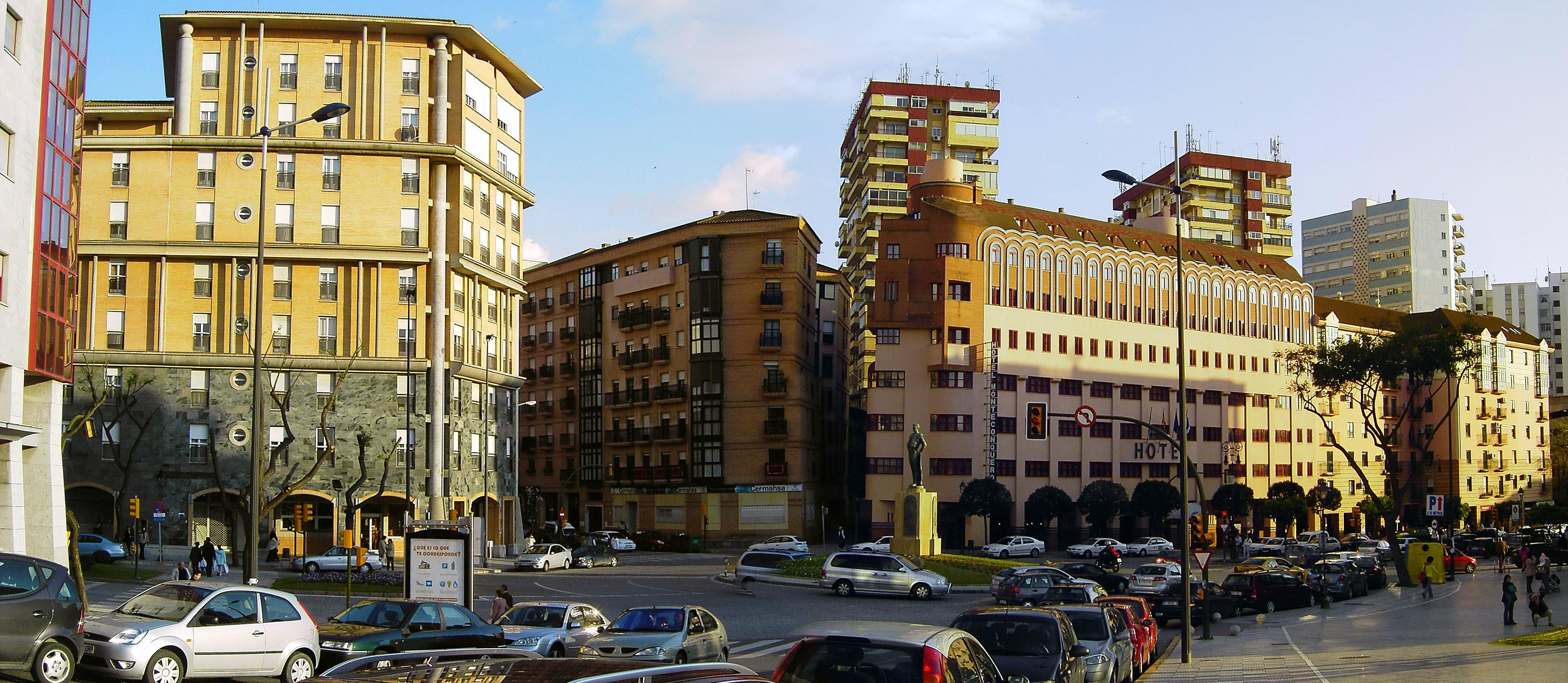
Utcakép, Avenida Pablo Rada
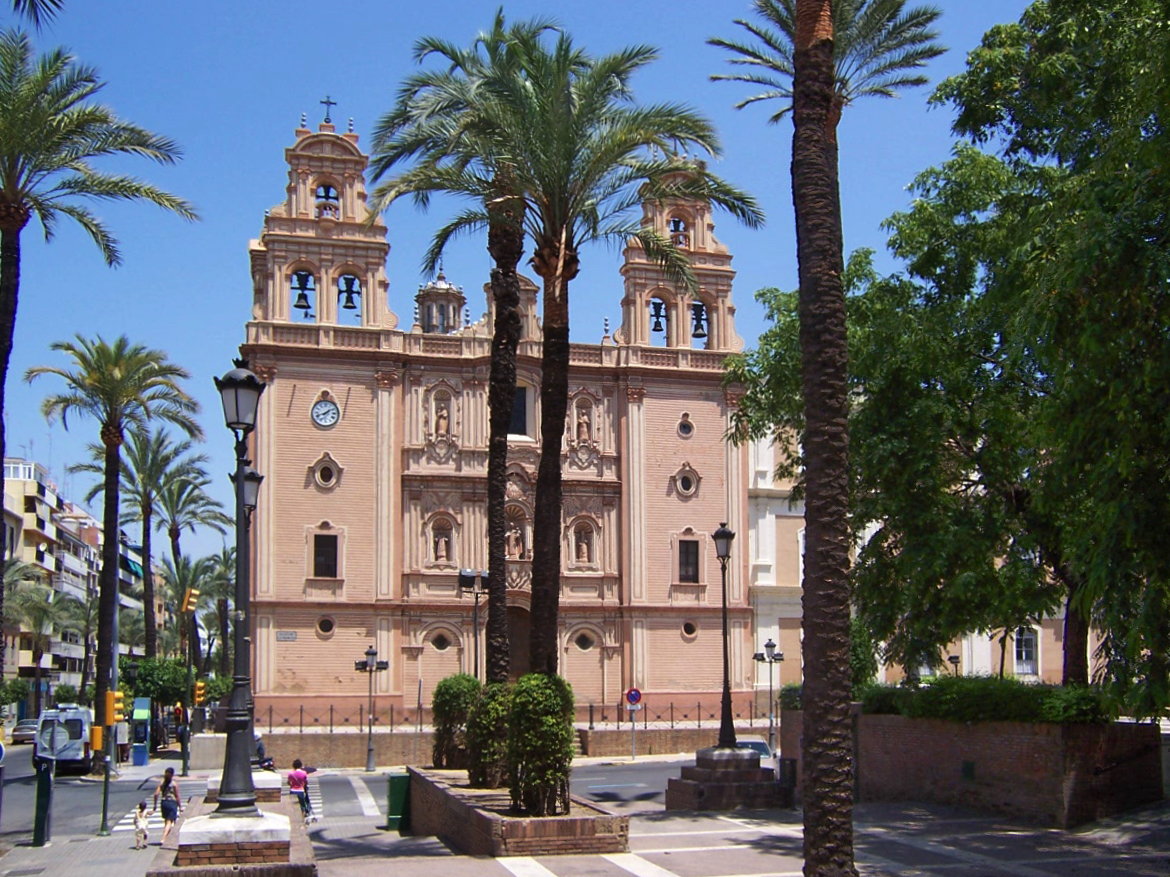
A katedrális
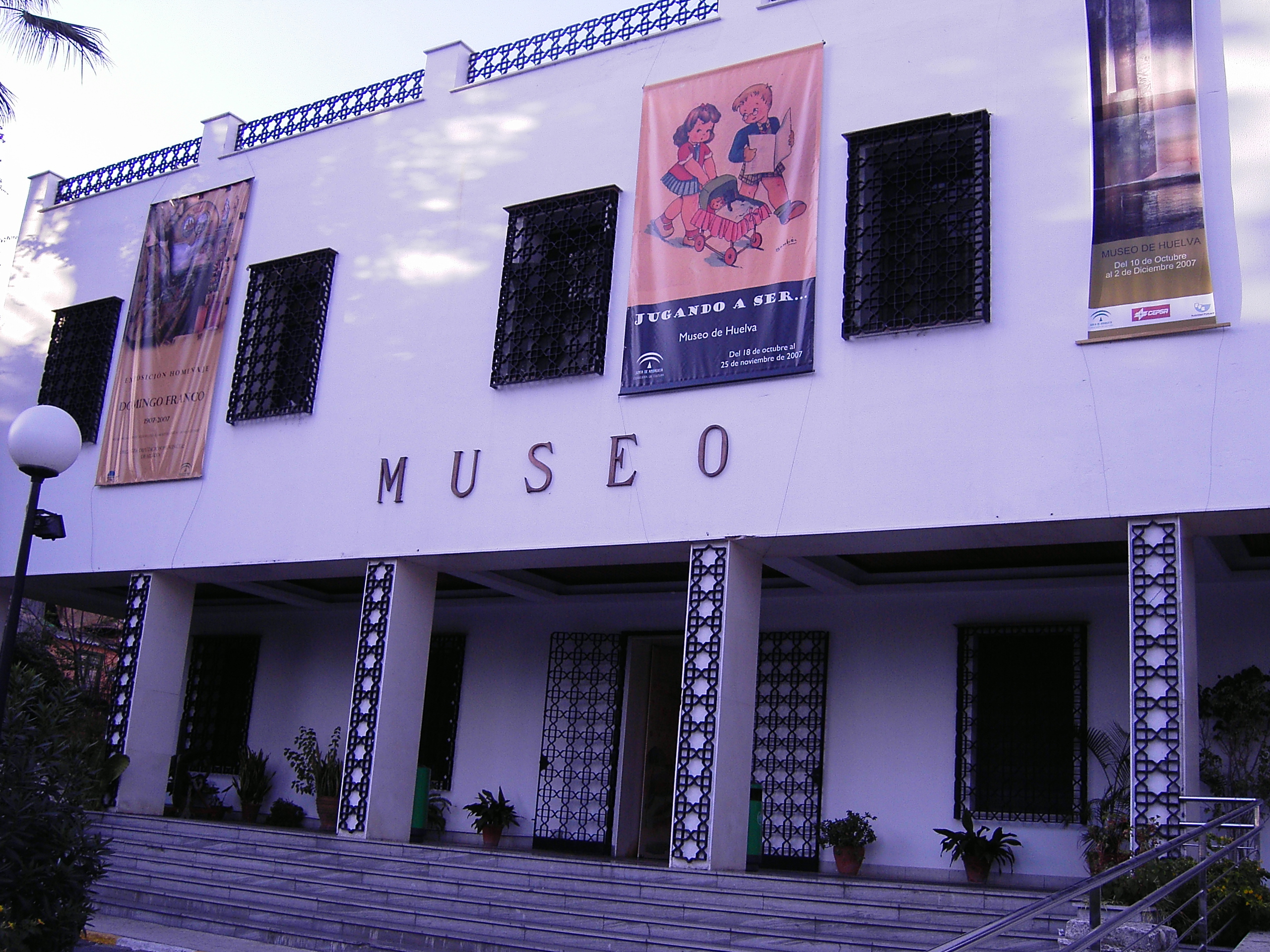
Museo Provincial
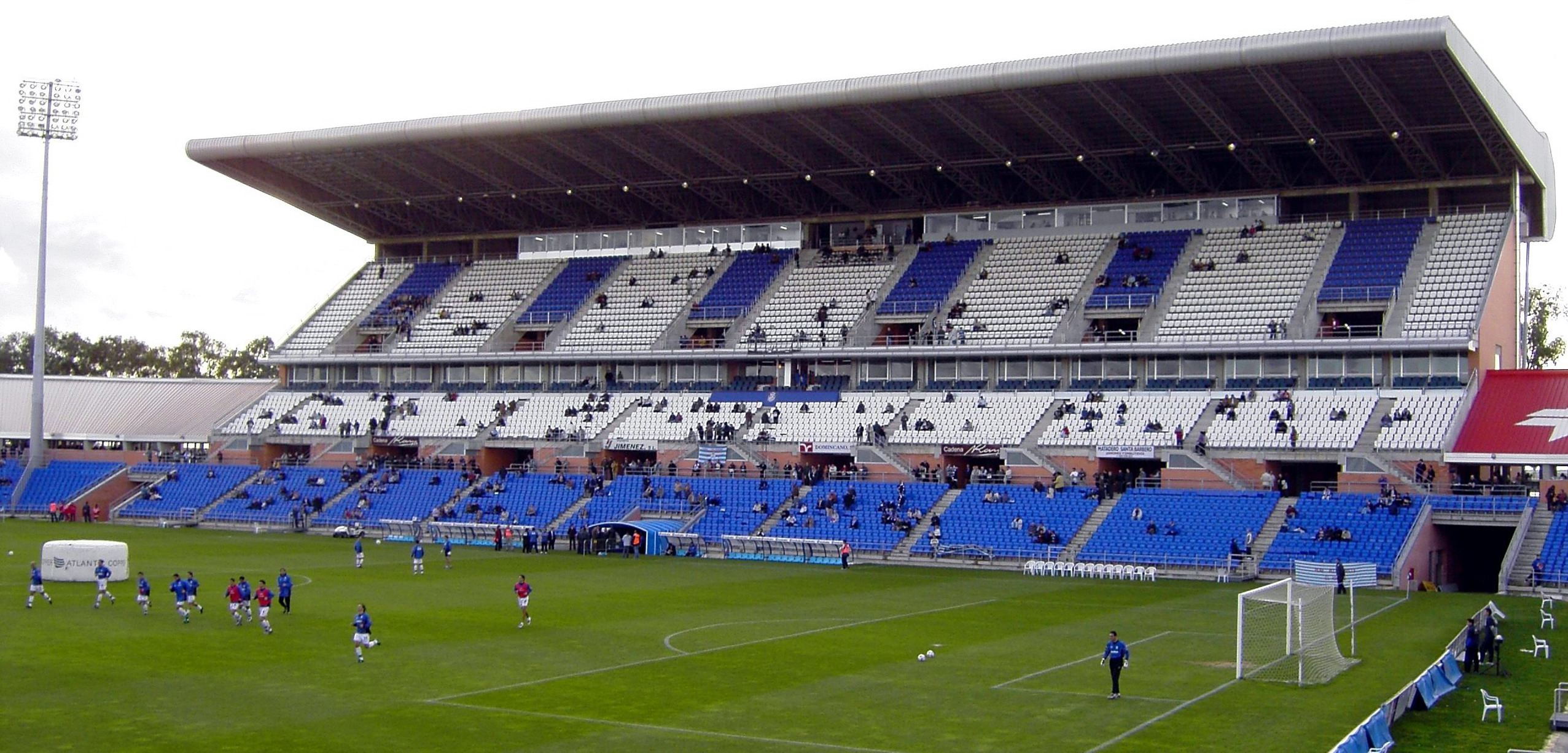
A huelvai stadion